# Колокольчик
Колоко́льчик (лат. Campánula) — род исключительно травянистых растений из семейства Колокольчиковые (Campanulaceae). Включает около 600 видов, произрастающих в странах с умеренным климатом.

## Название
Научное название рода Campanula в основе имеет уменьшительное от позднелатинского и итал. campána — «колокол», характеризующее форму цветка, отсюда же произошло и русское народное название «колокольчик», закрепившееся также в русской ботанической номенклатуре.

## Ботаническое описание
Многолетние, реже одно-двулетние травы с цельными очерёдными листьями.
Венчик по большей части явственно колокольчатый, голубой или фиолетовый разных оттенков, порой лиловый, изредка белый. Соцветия обычно метельчатые или кистевидные, редко одноцветковые.
Коробчатый плод раскрывается четырьмя — шестью щелевидными отверстиями.

## Распространение
В естественных условиях встречается на Кавказе, в Европе, в Сибири, Средней и Передней Азии, имеет некоторое распространение в Северной Америке.
На территории России и сопредельных стран насчитывается около 150 видов, в европейской части России — до 15.
Местообитания колокольчиков разнообразны, им доступны луга, леса, степи, встречаются они также на пустынных и скальных участках. Многочисленные и разнообразные виды заселяют субальпийские и альпийские пояса гор.

## Экология
Колокольчики исчезают как из-за сбора их на букеты, так и из-за разрушения мест их обитания. К редким и находящимся под угрозой исчезновения видам Европы относятся 12, половина из которых — эндемики Италии. Среди них: колокольчик равнолистный, колокольчик трансильванский, колокольчик тризоидный.

## Значение и применение
Некоторые виды отличаются крупными цветками и служат декоративными растениями, например, Campanula trachelium, Campanula latifolia, Campanula rotundifolia. Последний вид любопытен тем, что его прикорневые листья имеют круглую форму, а стеблевые — ланцетные.

## Классификация

### Таксономия
Campanula L., 1753, Sp. Pl. : 164
Род Колокольчик относится к семейству Колокольчиковые (Campanulaceae) порядка Астроцветные (Asterales). Кладограмма в соответствии с Системой APG IV по состоянию на июнь 2023 года:
|  |                                      |  |                                   |                                   |                           |  | ещё 10 семейств |              |                 |                                                               |
|  |                                      |  |                                   |                                   |                           |  |                 |              |                 | 458 подтвержденных видов и 125 видов, ожидающих подтверждения |
|  |                                      |  |                                   | порядок Астроцветные              |                           |  |                 |              | род Колокольчик |                                                               |
|  |                                      |  |                                   | порядок Астроцветные              |                           |  |                 |              | род Колокольчик |                                                               |
|  | отдел Цветковые, или Покрытосеменные |  |                                   |                                   | семейство Колокольчиковые |  |                 |              |                 |                                                               |
|  | отдел Цветковые, или Покрытосеменные |  |                                   |                                   |                           |  |                 |              |                 |                                                               |
|  |                                      |  | ещё 63 порядка цветковых растений | ещё 63 порядка цветковых растений |                           |  |                 | ещё 88 родов | ещё 88 родов    |                                                               |
|  |                                      |  |                                   | ещё 63 порядка цветковых растений |                           |  |                 |              | ещё 88 родов    |                                                               |

### Виды
Некоторые из них:

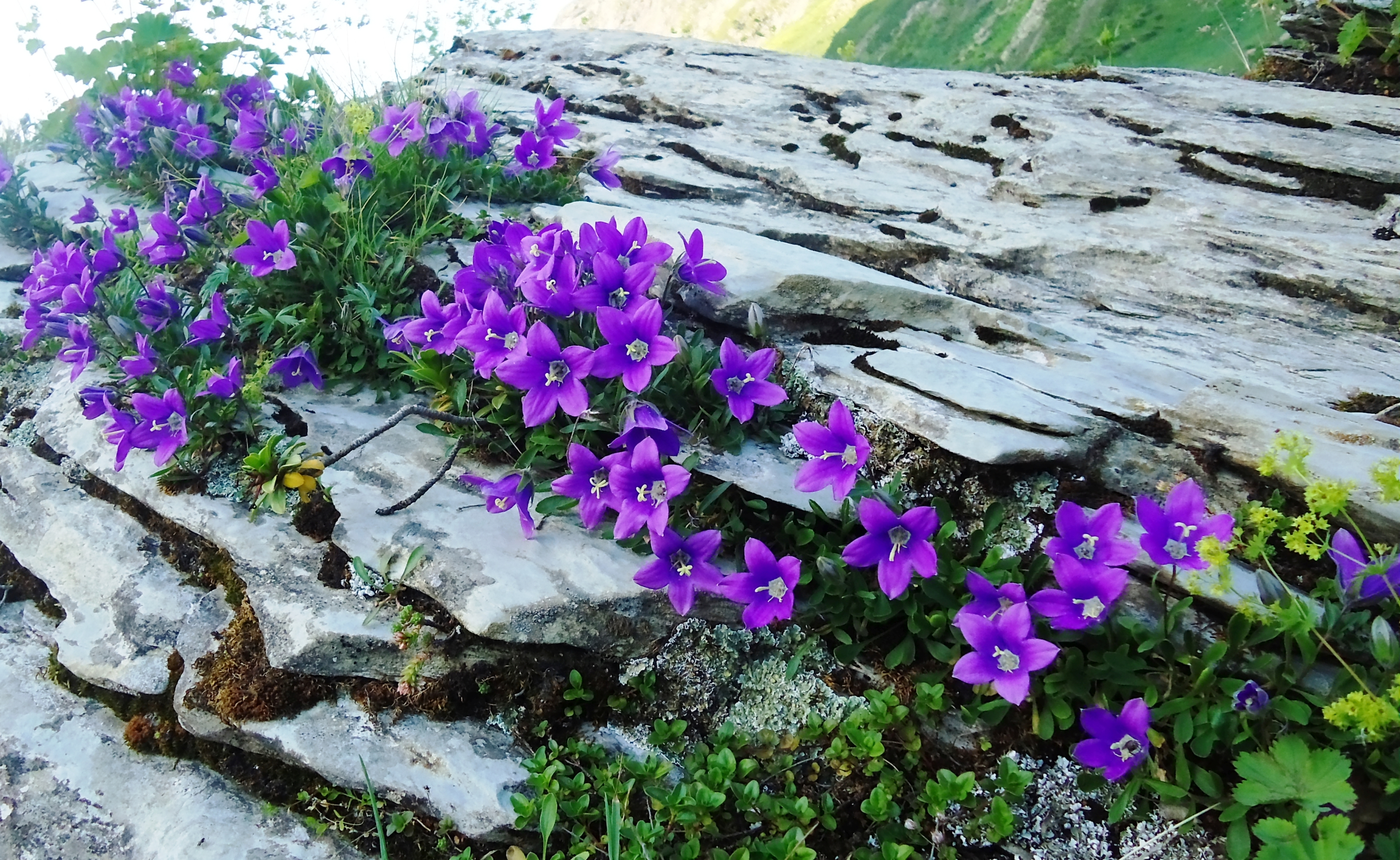
Campanula aucheri

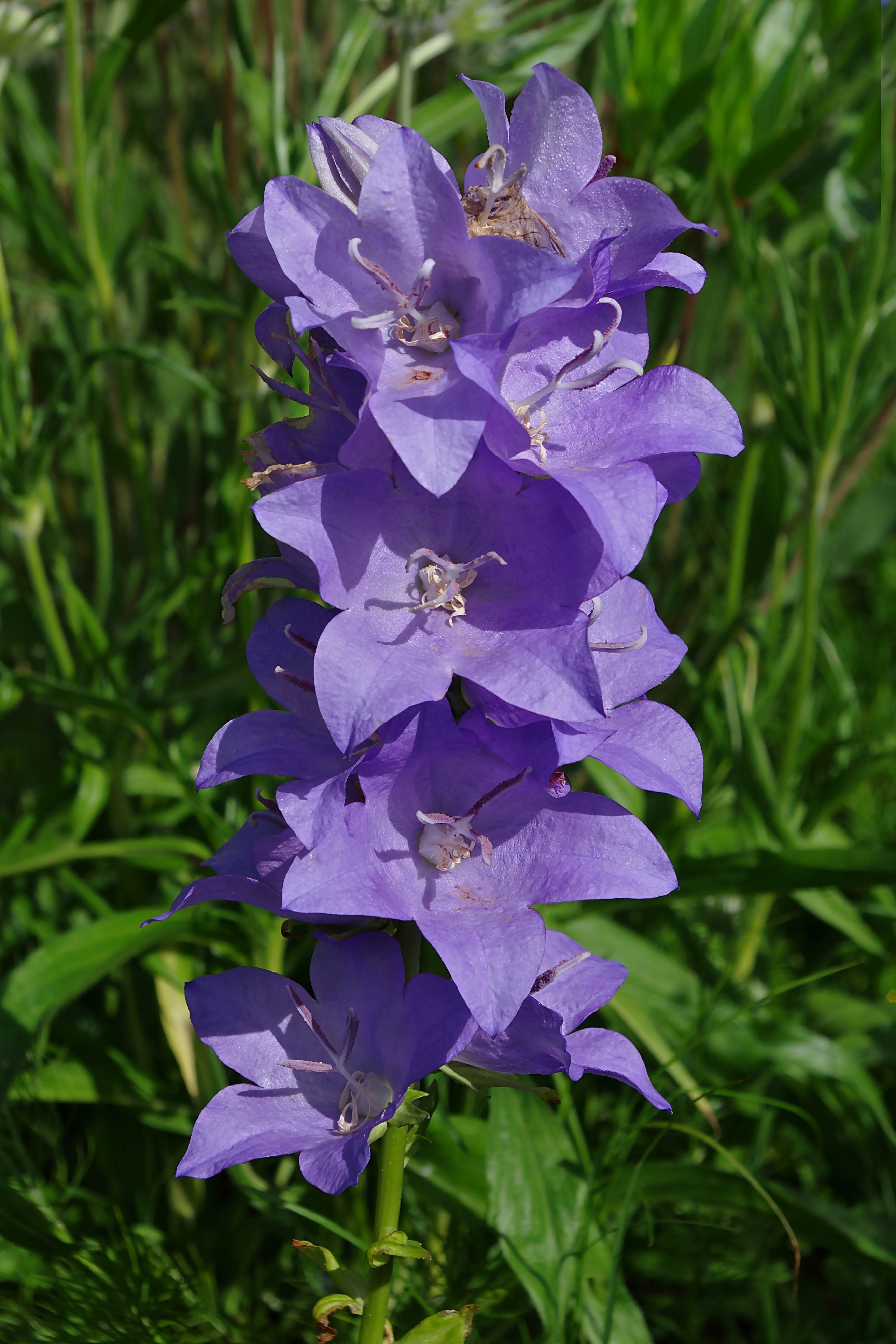
Колокольчик персиколистный

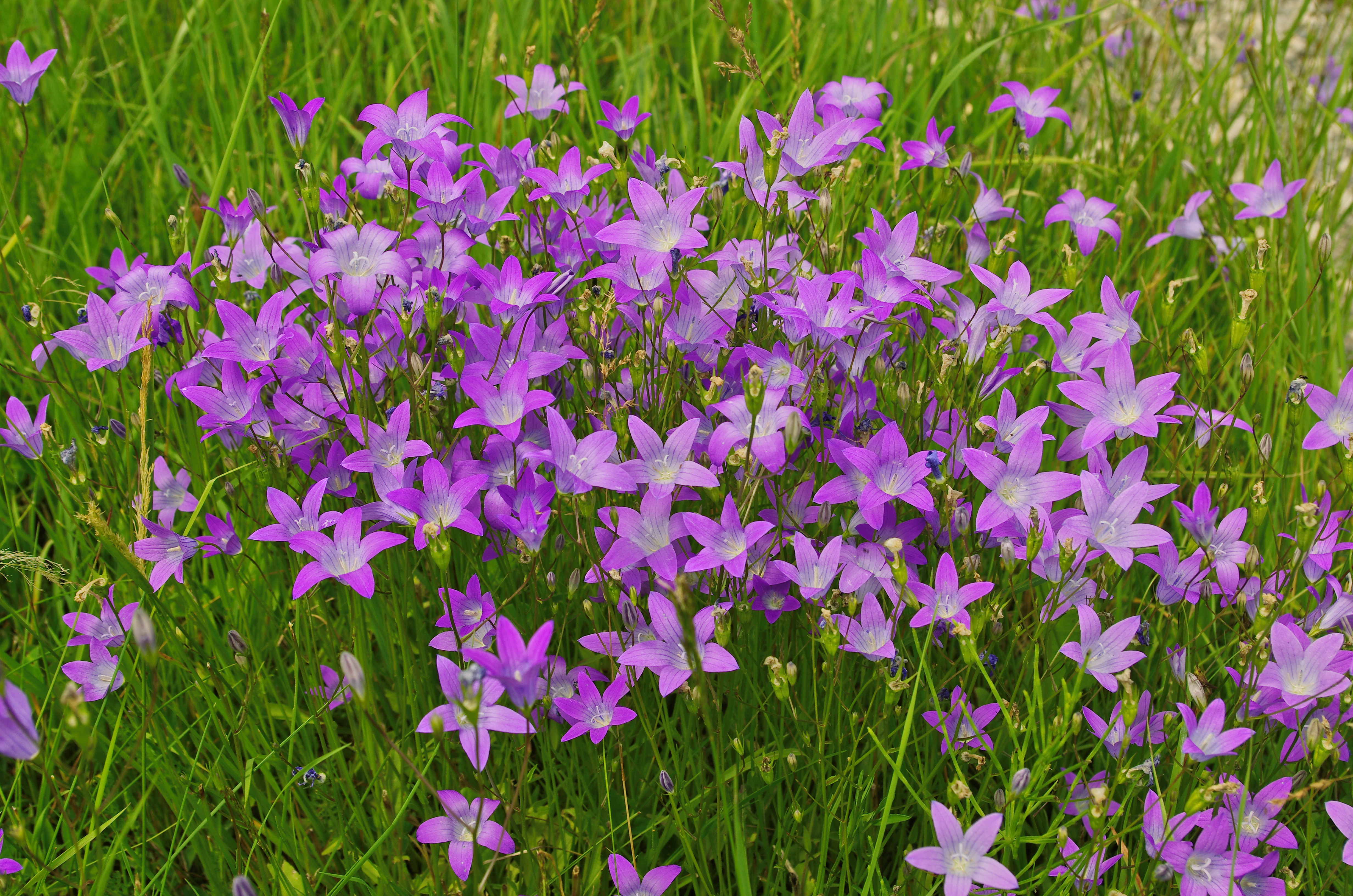
Колокольчик раскидистый

- Campanula alliariifolia Willd. — Колокольчик чесночницелистный
- Campanula alpina Jacq. — Колокольчик альпийский
- Campanula autraniana Albov — Колокольчик Отрана
- Campanula barbata L. — Колокольчик бородатый
- Campanula baumgartenii Becker — Колокольчик Баумгартена
- Campanula bellidifolia Adam — Колокольчик маргаритколистный
- Campanula betulifolia K.Koch — Колокольчик берёзоволистный
- Campanula bononiensis L. — Колокольчик болонский
- Campanula californica (Kellogg) A.Heller — Колокольчик калифорнийский
- Campanula carpatica Jacq. — Колокольчик карпатский
- Campanula cashmeriana Royle — Колокольчик кашмирский
- Campanula cervicaria L. — Колокольчик жёстковолосистый, или Колокольчик олений
- Campanula cespitosa Scop. — Колокольчик дернистый
- Campanula dolomitica E.A.Busch — Колокольчик доломитовый
- Campanula eugeniae Fed. — Колокольчик Евгении
- Campanula fragilis Cirillo — Колокольчик ломкий
- Campanula gansuensis L.C.Wang & D.Y.Hong — Колокольчик гангский
- Campanula glomerata L. — Колокольчик скученный, или Колокольчик сборный
- Campanula heterophylla L. — Колокольчик разнолистный
- Campanula komarovii Maleev — Колокольчик Комарова
- Campanula lactiflora M.Bieb. — Колокольчик молочноцветковый
- Campanula latifolia L. typus[1] — Колокольчик широколистный
- Campanula lusitanica L. — Колокольчик лузитанский
- Campanula medium L. — Колокольчик средний
- Campanula mirabilis Albov — Колокольчик удивительный
- Campanula mollis L. — Колокольчик мягкий
- Campanula patula L. — Колокольчик раскидистый
- Campanula pendula M.Bieb. — Колокольчик повислый
- Campanula persicifolia L. — Колокольчик персиколистный
- Campanula petrophila Rupr. — Колокольчик камнелюбивый
- Campanula phrygia Jaub. & Spach — Колокольчик фригийский
- Campanula portenschlagiana Schult. — Колокольчик Портеншлага
- Campanula poscharskyana Degen — Колокольчик Пожарского
- Campanula punctata Lam. — Колокольчик точечный
- Campanula pyramidalis L. — Колокольчик пирамидальный
- Campanula rapunculoides L. — Колокольчик рапунцелевидный, или Колокольчик репчатовидный
- Campanula rapunculus L. — Колокольчик рапунцель, или Колокольчик репчатый
- Campanula reuteriana Boiss. & Balansa — Колокольчик Рейтера
- Campanula rhomboidalis L. — Колокольчик ромбовидный
- Campanula rotundifolia L. — Колокольчик круглолистный
- Campanula sarmatica Ker Gawl. — Колокольчик сарматский
- Campanula saxifraga M.Bieb. — Колокольчик камнеломка
- Campanula sibirica L. — Колокольчик сибирский
- Campanula stevenii M.Bieb. — Колокольчик Стевена
- Campanula stricta L. — Колокольчик сжатый
- Campanula tommasiniana K.Koch — Колокольчик Томазини
- Campanula trachelium L. — Колокольчик крапиволистный
- Campanula tridentata Schreb. — Колокольчик трёхзубый
- Campanula uniflora L. — Колокольчик одноцветковый

### Колокольчики из Европы и Западной Азии
В таблице приведено 50 видов.
| Ботаническое название                         | Русское название                                           | Изображение | Ареал в Европе        |
| --------------------------------------------- | ---------------------------------------------------------- | ----------- | --------------------- |
| Campanula alliariifolia Willd.                | Колокольчик чесночницелистный                              |             |                       |
| Campanula alpina Jacq.                        | Колокольчик альпийский                                     |             |                       |
| Campanula barbata L.                          | Колокольчик бородатый                                      |             |                       |
| Campanula baumgartenii Becker                 | Колокольчик Баумгартена                                    |             |                       |
| Campanula betulifolia K.KOCH                  | Колокольчик берёзоволистный                                |             |                       |
| Campanula bohemica Hruby                      |                                                            |             |                       |
| Campanula bononiensis L.                      | Колокольчик болонский                                      |             |                       |
| Campanula carpatica L.                        | Колокольчик карпатский                                     |             |                       |
| Campanula cervicaria L.                       | Колокольчик жёстковолосистый, или Колокольчик олений       |             |                       |
| Campanula cespitosa Scop.                     | Колокольчик дернистый                                      |             |                       |
| Campanula cochleariifolia Lam.                |                                                            |             |                       |
| Campanula glomerata L.                        | Колокольчик скученный, или Колокольчик сборный             |             |                       |
| Campanula grossekii Heuff.                    |                                                            |             |                       |
| Campanula isophylla Moretti                   |                                                            |             |                       |
| Campanula kladniana (Schur) Witasek           |                                                            |             |                       |
| Campanula lactiflora M.Bieb.                  | Колокольчик молочноцветковый                               |             |                       |
| Campanula latifolia L. typus                  | Колокольчик широколистный                                  |             |                       |
| Campanula macrostachya Waldst.& Kit.ex Willd. |                                                            |             |                       |
| Campanula medium L.                           | Колокольчик средний                                        |             |                       |
| Campanula moravica (Spitzn.) Kovanda          |                                                            |             |                       |
| Campanula morettiana Rchb.                    |                                                            |             |                       |
| Campanula patula L.                           | Колокольчик раскидистый                                    |             |                       |
| Campanula pendula M.Bieb.                     | Колокольчик повислый                                       |             |                       |
| Campanula persicifolia L.                     | Колокольчик персиколистный                                 |             |                       |
| Campanula petraea L.                          |                                                            |             |                       |
| Campanula portenschlagiana Schult.            | Колокольчик Портеншлага                                    |             |                       |
| Campanula poscharskyana Degen                 | Колокольчик Пожарского                                     |             |                       |
| Campanula pulla L.                            |                                                            |             |                       |
| Campanula punctata Lam.                       | Колокольчик точечный                                       |             | Сибирь, Китай, Япония |
| Campanula pyramidalis L.                      | Колокольчик пирамидальный                                  |             |                       |
| Campanula raddeana Trautv.                    |                                                            |             |                       |
| Campanula raineri Perp.                       |                                                            |             |                       |
| Campanula rapunculoides L.                    | Колокольчик рапунцелевидный, или Колокольчик репчатовидный |             |                       |
| Campanula rapunculus L.                       | Колокольчик рапунцель, или Колокольчик репчатый            |             |                       |
| Campanula rhomboidalis L.                     | Колокольчик ромбовидный                                    |             |                       |
| Campanula rotundifolia L.                     | Колокольчик круглолистный                                  |             |                       |
| Campanula romanica Savul.                     |                                                            |             |                       |
| Campanula sarmatica Ker Gawl.                 | Колокольчик сарматский                                     |             |                       |
| Campanula serrata (Kit.ex Schult.)Hendrych    |                                                            |             |                       |
| Campanula sibirica L.                         | Колокольчик сибирский                                      |             |                       |
| Campanula stenocodon Boiss. & Reut.           |                                                            |             |                       |
| Campanula stevenii M.Bieb.                    | Колокольчик Стевена                                        |             |                       |
| Campanula tatrae Borbás                       |                                                            |             |                       |
| Campanula thyrsoides L.                       |                                                            |             |                       |
| Campanula trachelium L.                       | Колокольчик крапиволистный                                 |             |                       |
| Campanula transsilvanica Schur ex. Andrae     |                                                            |             |                       |
| Campanula uniflora L.                         | Колокольчик одноцветковый                                  |             |                       |
| Campanula waldsteiniana Schult.               |                                                            |             |                       |
| Campanula wanneri Rochel                      |                                                            |             |                       |
| Campanula xylocarpa Kovanda                   |                                                            |             |                       |
| Campanula zoysii Wulfen                       |                                                            |             |                       |

### Синонимы
- Annaea Kolak.
- Brachycodon Fed.
- Brachycodonia Fed. ex Kolak.
- Decaprisma Raf.
- Depierrea Schltdl.
- Drymocodon Fourr.
- Erinia Noulet
- Gadellia Shulkina
- Hemisphaera Kolak.
- Hyssaria Kolak.
- Lacara Raf.
- Loreia Raf.
- Marianthemum Schrank
- Medium Opiz
- Megalocalyx Kolak.
- Mzymtella Kolak.
- Nenningia Opiz
- Neocodon Kolak. & Serdyuk.
- Pentropis Raf.
- Petkovia Stef.
- Popoviocodonia Fed.
- Pseudocampanula Kolak.
- Rapuntia F.F.Chevallier
- Rotantha –
- Roucela Dumort.
- Sykoraea Opiz
- Symphyandra A.DC.
- Syncodon Fourr.
- Talanelis –
- Trachelioides Opiz
- Tracheliopsis Buser

## В астрономии
В честь колокольчика назван астероид, открытый 6 октября 1926 года немецким астрономом Карлом Рейнмутом в обсерватории Хайдельберг.